# كربونات النحاس القاعدية
كربونات النحاس القاعدية هو مركب كيميائي صيغته Cu2(OH)2CO3، ويوجد على هيئة مسحوق أخضر. وهو المكون الكيميائي لخضاب الزنجار؛ كما يوجد طبيعياً على هيئة معدن المالاكيت.

## التحضير
يحضر هذا المركب من تفاعل المحاليل المائية لكل من كبريتات النحاس الثنائي وكربونات الصوديوم مع انطلاق غاز ثنائي أكسيد الكربون:
{\displaystyle {\ce {2 CuSO4 + 2 Na2CO3 + H2O -> Cu2(OH)2CO3 + 2 Na2SO4 + CO2}}}

## الخواص
يوجد المركب في الشروط القياسية على هيئة مسحوق أخضر، وهو غير منحل في الماء. يتفكك هذا المركب بالتسخين إلى أكسيد النحاس الثنائي محرراً الماء وثنائي أكسيد الكربون.